# Seznam dílů seriálu Hannah Montana
Toto je seznam dílů televizního seriálu Hannah Montana. Americký seriál Hannah Montana měl premiéru na Disney Channel 24. března 2006 v USA a v České republice byl premiérově uveden roku 2008 na Jetixu, který se v září 2009 změnil na Disney Channel. Seriál se točí okolo života dospívající dívky, která žije dvojí život: ve dne jako průměrná dospívající dívka jménem Miley Stewart (hraje ji Miley Cyrusová) a v noci jako slavná popová zpěvačka jménem Hannah Montana, skrývající svou totožnost před veřejností s výjimkou své rodiny a několika blízkých přátel.
V USA byl seriál dovysílán 16. ledna 2011, později byl dovysílán i v Česku a to 23. dubna 2011. Po odvysílání na českém Disney Channel, začala seriál vysílat TV Nova. Premiéra proběhla 3. září 2011 a dovysílala se 1. září 2012.

## Přehled řad
| Řada | Díly | Premiéra v USA    | Premiéra v USA  | Premiéra v ČR | Premiéra v ČR  |
| Řada | Díly | První díl         | Poslední díl    | První díl     | Poslední díl   |
| ---- | ---- | ----------------- | --------------- | ------------- | -------------- |
| 1    | 26   | 24. března 2006   | 30. března 2007 | 2008          | 2008           |
| 2    | 30   | 23. dubna 2007    | 12. října 2008  | 2008          | 2009           |
| 3    | 30   | 2. listopadu 2008 | 14. března 2010 | 2009          | 2010           |
| 4    | 15   | 11. července 2010 | 16. ledna 2011  | 18. září 2010 | 23. dubna 2011 |

## Seznam dílů

### První řada (2006–2007)
| Č. v seriálu | Č. v řadě | Původní název                                            | Český název                                     | Režie                 | Scénář | Premiéra v USA     | Prod. kód |
| ------------ | --------- | -------------------------------------------------------- | ----------------------------------------------- | --------------------- | --- | ------------------ | --------- |
| 1            | 1         | Lilly, Do You Want to Know a Secret?                     | Lilly, chceš znát tajemství?                    | Lee Shallat-Chemel    | námět: Michael Poryes, Rich Correll a Barry O'Brien scénář: Michael Poryes, Gary Dontzig a Steven Peterman | 24. března 2006    | 102       |
| 2            | 2         | Miley Get Your Gum                                       | Miley, dej si žvýkačku                          | David Kendall         | Michael Poryes                                                                                             | 31. března 2006    | 103       |
| 3            | 3         | She's a Supersneak                                       | Největší slídilka                               | David Kendall         | Kim Friese                                                                                                 | 7. dubna 2006      | 105       |
| 4            | 4         | I Can't Make You Love Hannah if You Don't                | Lásce neporučíš                                 | Roger S. Christansen  | Kim Friese                                                                                                 | 14. dubna 2006     | 108       |
| 5            | 5         | It's My Party and I'll Lie if I Want To                  | Tohle je můj večírek                            | Roger S. Christiansen | Douglas Lieblein                                                                                           | 21. dubna 2006     | 102       |
| 6            | 6         | Grandma Don't Let Your Babies Grow Up to Play Favorites  | Ať vám vnoučata nepřerostou přes hlavu, babičko | Roger S. Christiansen | Douglas Lieblein                                                                                           | 28. dubna 2006     | 109       |
| 7            | 7         | It's a Mannequin's World                                 | Je to svět manekýn                              | Roger S. Christiansen | Howard Meyers                                                                                              | 12. května 2006    | 110       |
| 8            | 8         | Mascot Love                                              | Maskotí láska                                   | Roger S. Christiansen | Sally Lapiduss                                                                                             | 26. května 2006    | 111       |
| 9            | 9         | Ooo, Ooo, Itchy Woman                                    | To to svědí                                     | David Kendall         | Gary Dontzig, Steven Peterman                                                                              | 10. června 2006    | 104       |
| 10           | 10        | O Say, Can You Remember the Words?                       | Pamatuješ si slova?                             | Lee Shallat-Chemel    | Sally Lapiduss                                                                                             | 30. června 2006    | 113       |
| 11           | 11        | Oops! I Meddled Again!                                   | Zase jsem to pokazila                           | Chip Hurd             | Lisa Albert                                                                                                | 15. července 2006  | 107       |
| 12           | 12        | On the Road Again?                                       | Zase na cestě?                                  | Roger S. Christiansen | Steven James Meyer                                                                                         | 28. července 2006  | 112       |
| 13           | 13        | You're So Vain, You Probably Think This Zit is About You | Na vzhledu nezáleží                             | Chip Hurd             | Todd J. Greenwald                                                                                          | 12. srpna 2006     | 106       |
| 14           | 14        | New Kid in School                                        | Nový kluk ve škole                              | Kenneth Shapiro       | Todd J. Greenwald                                                                                          | 18. srpna 2006     | 114       |
| 15           | 15        | More Than a Zombie to Me                                 | Víc než zombie                                  | Roger S. Christiansen | Steven Peterman                                                                                            | 8. září 2006       | 116       |
| 16           | 16        | Good Golly, Miss Dolly                                   | Přijela slečna Dolly                            | Roger S. Christiansen | Sally Lapiduss                                                                                             | 29. září 2006      | 118       |
| 17           | 17        | Torn Between Two Hannahs                                 | Hannah na roztrhání                             | Roger S. Christiansen | námět: Valerie Ahern, Christian McLaughlin scénář: Todd J. Greenwald                                       | 14. října 2006     | 126       |
| 18           | 18        | People Who Use People                                    | Lidi co používají lidi                          | Shannon Flynn         | Michael Poryes                                                                                             | 3. listopadu 2006  | 119       |
| 19           | 19        | Money for Nothing, Guilt for Free                        | Peníze za nic, provinění zdarma                 | Roger S. Christiansen | Heather Wordham                                                                                            | 26. listopadu 2006 | 115       |
| 20           | 20        | Debt It Be                                               | Dluh necht to je                                | Roger S. Christiansen | Heather Wordham, Sally Lapiduss                                                                            | 1. prosince 2006   | 120       |
| 21           | 21        | My Boyfriend's Jackson and There's Gonna Be Trouble      | Mým klukem je Jackson a budou problémy          | Roger S. Christiansen | Andrew Green, Sally Lapiduss                                                                               | 1. ledna 2007      | 124       |
| 22           | 22        | We Are Family, Now Get Me Some Water!                    | Jsme rodina tak mi dones vodu!                  | Roger S. Christiansen | Jay J. Demopoulos, Andrew Green                                                                            | 7. ledna 2007      | 122       |
| 23           | 23        | Schooly Bully                                            | Školní rváč                                     | Roger S. Christiansen | Douglas Lieblein, Heather Wordham                                                                          | 19. ledna 2007     | 125       |
| 24           | 24        | The Idol Side of Me                                      | Moje dobrá stránka                              | Fred Savage           | Douglas Lieblein                                                                                           | 9. února 2007      | 117       |
| 25           | 25        | Smells Like Teen Sellout                                 | Vůně pro zaprodání                              | Sheldon Epps          | Heather Wordham                                                                                            | 2. března 2007     | 123       |
| 26           | 26        | Bad Moose Rising                                         | Los na obzoru                                   | Roger S. Christiansen | Douglas Lieblein, Steven James Meyer                                                                       | 30. března 2007    | 121       |

### Druhá řada (2007–2008)
| Č. v seriálu | Č. v řadě | Původní název                                | Český název                             | Režie                 | Scénář                                                      | Premiéra v USA     | Prod. kód |
| ------------ | --------- | -------------------------------------------- | --------------------------------------- | --------------------- | ----------------------------------------------------------- | ------------------ | --------- |
| 27           | 1         | Me and Rico Down by the Schoolyard           | Já a Rico u školního hřiště             | Roger S. Christiansen | Heather Wordham                                             | 23. dubna 2007     | 203       |
| 28           | 2         | Cuffs Will Keep Us Together                  | Pouta nás udrží u sebe                  | Roger S. Christiansen | Steven Peterman                                             | 24. dubna 2007     | 201       |
| 29           | 3         | You Are So Sue-able to Me                    | Žaloba místo lásky                      | Roger S. Christiansen | Sally Lapiduss                                              | 25. dubna 2007     | 202       |
| 30           | 4         | Get Down, Study-udy-udy                      | Dej se do toho a studuj                 | Roger S. Christiansen | Andrew Green                                                | 26. dubna 2007     | 204       |
| 31           | 5         | I Am Hannah, Hear Me Croak                   | Já jsem Hannah, vyslyš mé krákání       | Roger S. Christiansen | Michael Poryes                                              | 27. dubna 2007     | 206       |
| 32           | 6         | You Gotta Not Fight for Your Right to Party  | Nesmíš bojovat za právo na večírek      | Jody Margolin Hahn    | Steven James Meyer                                          | 4. května 2007     | 207       |
| 33           | 7         | My Best Friend's Boyfriend                   | Přítel mé nejlepší kamarádky            | Roger S. Christiansen | Jay J. Demopoulos                                           | 18. května 2007    | 209       |
| 34           | 8         | Take This Job and Love It                    | Vezmi tu práci a měj ji ráda            | Roger S. Christianse  | Sally Lapiduss                                              | 16. června 2007    | 210       |
| 35           | 9         | Achy Jakey Heart (Part 1)                    | Bolavé, přebolavé srdce, díl 1          | Rich Correll          | Douglas Lieblein                                            | 24. června 2007    | 211       |
| 36           | 10        | Achy Jakey Heart (Part 2)                    | Bolavé, přebolavé srdce, díl 2          | Roger S. Christiansen | Andrew Green                                                | 24. června 2007    | 212       |
| 37           | 11        | Sleepwalk This Way                           | Náměsíční procházka                     | Roger S. Christansen  | Heather Wordham                                             | 7. července 2007   | 213       |
| 38           | 12        | When You Wish You Were the Star              | Když si přeješ být hvězdou              | Roger S. Christansen  | Douglas Lieblein                                            | 14. července 2007  | 205       |
| 39           | 13        | I Want You to Want Me... to Go to Florida    | Chci, abys chtěl, abych jela na Floridu | Roger S. Christansen  | Michael Poryes                                              | 21. července 2007  | 208       |
| 40           | 14        | Everybody Was Best-Friend Fighting           | Každý byl nejlepším hádajícím kamarádem | Jody Margolin Hahn    | Sally Lapiduss                                              | 29. července 2007  | 215       |
| 41           | 15        | Song Sung Bad                                | Špatně zazpívaná píseň                  | Roger S. Christiansen | Ingrid Escajeda                                             | 4. srpna 2007      | 214       |
| 42           | 16        | Me and Mr. Jonas and Mr. Jonas and Mr. Jonas | Já a pan Jonas a pan Jonas a pan Jonas  | Mark Cendrowski       | Douglas Lieblein                                            | 17. srpna 2007     | 217       |
| 43           | 17        | Don't Stop 'Til You Get the Phone            | Nepřestávej, dokud nemáš telefon        | Rich Correll          | Michael Poryes                                              | 21. září 2007      | 222       |
| 44           | 18        | That's What Friends Are For?                 | Od toho jsou přátelé?                   | Mark Cendrowski       | Douglas Lieblein                                            | 19. října 2007     | 224       |
| 45           | 19        | Lilly's Mom Has Got It Goin' On              | Matka Lilly to rozjela                  | Jody Margolin Hahn    | Norm Gunzenhauser                                           | 10. listopadu 2007 | 216       |
| 46           | 20        | I Will Always Loathe You                     | Vždycky si tě budu vážit                | Roger S. Christiansen | Michael Poryes                                              | 7. prosince 2007   | 218       |
| 47           | 21        | Bye Bye Ball                                 | Sbohem míči                             | Sean Lambert          | Heather Wordham                                             | 13. ledna 2008     | 220       |
| 48           | 22        | (We're So Sorry) Uncle Earl                  | Omluva pro strýce Earla                 | Rich Correll          | Robin J. Stein                                              | 21. března 2008    | 226       |
| 49           | 23        | The Way We Almost Weren't                    | Jak jsme málem nebyli                   | Rich Correll          | Andrew Green                                                | 4. května 2008     | 219       |
| 50           | 24        | You Didn't Say It Was Your Birthday          | Narozeniny                              | Rich Correll          | Heather Wordham                                             | 6. července 2008   | 225       |
| 51           | 25        | Hannah in the Streets with Diamonds          | Hannah na ulici s diamanty              | Roger S. Christiansen | Jay J. Demopoulos, Steven James Meyer                       | 20. července 2008  | 228       |
| 52           | 26        | Yet Another Side of Me                       | Další moje stránka                      | Shannon Flynn         | námět: Heather Wordham scénář: Andrew Green, Sally Lapiduss | 3. srpna 2008      | 229       |
| 53           | 27        | The Test of My Love                          | Zkouška mé lásky                        | Rich Correll          | Jay J. Demopoulos                                           | 14. září 2008      | 221       |
| 54           | 28        | Joannie B. Goode                             | Joannie Dobračka                        | Rondell Sheridan      | Andrew Green                                                | 14. září 2008      | 227       |
| 55           | 29        | We're All on This Date Together              | Na téhle schůzce jsme společně          | Roger S. Christiansen | Steven Peterman                                             | 12. října 2008     | 230       |
| 56           | 30        | No Sugar, Sugar                              | Žádný cukr, zlato                       | Art Manke             | Sally Lapiduss                                              | nebylo vysíláno    | 223       |

### Třetí řada (2008–2010)
| Č. v seriálu | Č. v řadě | Původní název                             | Český název                         | Režie                | Scénář                                  | Premiéra v USA     | Prod. kód |
| ------------ | --------- | ----------------------------------------- | ----------------------------------- | -------------------- | --------------------------------------- | ------------------ | --------- |
| 57           | 1         | He Ain't a Hottie, He's My Brother        | Není to hezoun, je to můj bratr     | Rich Correll         | Steven James Meyer                      | 2. listopadu 2008  | 302       |
| 58           | 2         | Ready, Set, Don't Drive                   | Připravit, pozor, stůj              | Rich Correll         | Jay J. Demopoulos                       | 9. listopadu 2008  | 301       |
| 59           | 3         | Don't Go Breaking My Tooth                | Nerozbíjej mi zuby                  | Rich Correll         | Michael Poryes                          | 16. listopadu 2008 | 303       |
| 60           | 4         | You Never Give Me My Money                | Nikdy mi nedáváš moje peníze        | Roger S. Christansen | Andrew Green                            | 23. listopadu 2008 | 305       |
| 61           | 5         | Killing Me Softly with His Height         | Něžně mě zabíjí svojí výškou        | Rich Correll         | Steven Peterman                         | 14. prosince 2008  | 306       |
| 62           | 6         | Would I Lie to You, Lilly?                | Copak ti můžu lhát, Lilly?          | Shelley Jensen       | Michael Poryes                          | 11. ledna 2009     | 308       |
| 63           | 7         | You Gotta Lose That Job                   | O tu práci přijdeš                  | Steve Zuckerman      | Heather Wordham                         | 16. února 2009     | 307       |
| 64           | 8         | Welcome to the Bungle                     | Vítejte v problémech                | Shelley Jensen       | Steven Peterman                         | 1. března 2009     | 309       |
| 65           | 9         | Papa's Got a Brand New Friend             | Táta má nového kamaráda             | Shelley Jensen       | Maria Brown-Gallenberg                  | 8. března 2009     | 310       |
| 66           | 10        | Cheat It                                  | Podváděj                            | Shannon Flynn        | Jay J. Demopoulos, Steven James Meyer   | 15. března 2009    | 311       |
| 67           | 11        | Knock Knock Knockin' on Jackson's Head    | Klepání na Jacksonovu hlavu         | Rich Correll         | Andrew Green                            | 22. března 2009    | 312       |
| 68           | 12        | You Give Lunch a Bad Name                 | Dáváš obědu špatnou pověst          | Rich Correll         | Heather Wordham                         | 29. března 2009    | 314       |
| 69           | 13        | What I Don't Like About You               | Co se mi na tobě nelíbí             | Rich Correll         | Douglas Lieblein                        | 19. dubna 2009     | 315       |
| 70           | 14        | Promma Mia                                | Promma Mia                          | Rich Correll         | Heather Wordham                         | 3. května 2009     | 320       |
| 71           | 15        | Once, Twice, Three Times Afraidy          | Jednou, dvakrát, třikrát strašpytel | Shannon Flynn        | Jay J. Demopoulos, Steven James Meyer   | 17. května 2009    | 317       |
| 72           | 16        | Jake... Another Little Piece of My Heart  | Jake... lamač mého srdce            | Roger S. Christansen | Douglas Lieblein                        | 7. června 2009     | 304       |
| 73           | 17        | Miley Hurt the Feelings of the Radio Star | Miley urazila rozhlasovou hvězdu    | Rich Correll         | Maria Brown-Gallenberg                  | 14. června 2009    | 313       |
| 74-75        | 18-19     | He Could Be the One                       | To by mohl být on                   | Rich Correll         | Maria Brown-Gallenberg, Heather Wordham | 5. července 2009   | 326-327   |
| 76           | 20        | Super(stitious) Girl                      | Pověrčivá holka                     | Rich Correll         | Michael Poryes, Steven Peterman         | 17. července 2009  | 316       |
| 77           | 21        | I Honestly Love You (No, Not You)         | Mám tě upřímně rád (Ne, tebe ne)    | Shannon Flynn        | Andrew Green                            | 26. července 2009  | 318       |
| 78           | 22        | For (Give) a Little Bit                   | Odpusť mi trochu                    | Rich Correll         | Maria Brown-Gallenberg                  | 9. srpna 2009      | 319       |
| 79           | 23        | B-B-B-Bad to the Chrome                   | Š-Š-Š-Špatný až na chrom            | Shannon Flynn        | Jay J. Demopoulos, Steven James Meyer   | 23. srpna 2009     | 322       |
|              | —         | Uptight (Oliver's Alright)                | nebylo vysíláno                     | Art Manke            | Sally Lapiduss                          | 20. září 2009      | 223       |
| 80           | 24        | Judge Me Tender                           | Posuď mě něžně                      | Bob Koherr           | Andrew Green                            | 18. října 2009     | 323       |
| 81           | 25        | Can't Get Home to You Girl                | Nemůžu se k tobě vrátit, děvče      | Bob Koherr           | Tom Seeley                              | 8. listopadu 2009  | 324       |
| 82           | 26        | Come Fail Away                            | Pojď a selži!                       | Rich Correll         | Douglas Lieblein                        | 6. prosince 2009   | 325       |
| 83           | 27        | Got to Get Her Out of My House            | Musím ji dostat ze svého domu       | Rich Correll         | Douglas Lieblein                        | 10. ledna 2010     | 321       |
| 84           | 28        | The Wheel Near My Bed (Keeps on Turnin')  | Kolo u mé postele (Pořád se točí)   | Bob Koherr           | Jay J. Demopoulos, Steven James Meyer   | 21. února 2010     | 328       |
| 85           | 29        | Miley Says Goodbye? (Part 1)              | Mám se řehtat nebo jít? (Díl 1)     | Rich Correll         | Michael Poryes, Steven Peterman         | 7. března 2010     | 329       |
| 86           | 30        | Miley Says Goodbye? (Part 2)              | Mám se řehtat nebo jít? (Díl 2)     | Rich Correll         | Michael Poryes, Steven Peterman         | 14. března 2010    | 330       |

### Čtvrtá řada (2010–2011)
| Č. v seriálu | Č. v řadě | Původní název                                      | Český název                   | Režie                                      | Scénář                                        | Premiéra v USA    | Premiéra v ČR     | Prod. kód |
| ------------ | --------- | -------------------------------------------------- | ----------------------------- | ------------------------------------------ | --------------------------------------------- | ----------------- | ----------------- | --------- |
| 87           | 1         | Sweet Home Hannah Montana                          | Nový domov Hannah Montany     | Bob Koherr                                 | Michael Poryes, Steven Peterman               | 11. července 2010 | 18. září 2010     | 402       |
| 88           | 2         | Hannah Montana to the Principal's Offic            | Hannah Montana do ředitelny   | Bob Koherr                                 | Steven James Meyer                            | 18. července 2010 | 18. září 2010     | 401       |
| 89           | 3         | California Screamin                                | Kalifornské námluvy           | Bob Koherr                                 | Jay J. Demopoulos                             | 25. července 2010 | 25. září 2010     | 403       |
| 90           | 4         | De-Do-Do-Do, Da-Don't-Don't, Don't, Tell My Secret | Řeknu, neřeknu moje tajemství | Adam Weissman                              | Andrew Green                                  | 1. srpna 2010     | 2. října 2010     | 404       |
| 91           | 5         | It's the End of the Jake as We Know It             | Konec Jakea jak ho známe      | Shannon Flynn                              | Maria Brown-Gallenberg                        | 8. srpna 2010     | 9. října 2010     | 405       |
| 92           | 6         | Been Here All Along                                | Daleko a blízko               | Adam Weissman                              | Douglas Lieblein                              | 22. srpna 2010    | 2. dubna 2011     | 407       |
| 93           | 7         | Love That Let's Go                                 | Překonat strach               | Adam Weissman                              | Heather Wordham                               | 12. září 2010     | 23. října 2010    | 406       |
| 94           | 8         | Hannah's Gonna Get This                            | Hannah to vyjde               | Bob Koherr                                 | námět: Donna Jatho scénář: Steven James Meyer | 3. října 2010     | 30. října 2010    | 408       |
| 95-96        | 9-10      | I'll Always Remember You                           | Nikdy na tebe nezapomenu      | Bob Koherr (Část 1) Shannon Flynn (Část 2) | Andrew Green, Maria Brown-Gallenberg          | 7. listopadu 2010 | 7. listopadu 2010 | 409-410   |
| 97           | 11        | Can You See the Real Me?                           | Mé skutečné já?               | John D'Incecco                             | Douglas Lieblein                              | 5. prosince 2010  | 29. ledna 2011    | 411       |
| 98           | 12        | Kiss It All Goodbye                                | Skoncuj s tím                 | Shannon Flynn                              | scénář: Jay J. Demopoulos                     | 19. prosince 2010 | 26. února 2011    | 412       |
| 99           | 13        | I Am Mamaw, Hear Me Roar!                          | Babička burácí!               | Bob Koherr                                 | Heather Wordham                               | 9. ledna 2011     | 23. dubna 2011    | 413       |
| 100-101      | 14-15     | Wherever I Go                                      | Kamkoliv půjdu                | Bob Koherr                                 | Michael Poryes, Steven Peterman               | 16. ledna 2011    | 23. dubna 2011    | 414-415   |